# スタンリー・B・プルシナー
スタンリー・ベン・プルシナー（Stanley Ben Prusiner、M.D.1942年5月28日 - ）はアメリカ合衆国の生化学者、医師。カリフォルニア大学サンフランシスコ校 (UCSF) の神経学、生化学の教授。蛋白質であるプリオンが病原性物質として振る舞うことを発見し、1997年にノーベル生理学・医学賞を単独で受賞した。

## 経歴
アイオワ州デモイン生まれ。子供時代にはデモインとシンシナティで過ごし、ウォールナット・ヒル高校に通う。卒業後ペンシルベニア大学に入学し、化学を専攻し、後にM.D.を獲得する。UCSF でインターンシップを終える。その後、アメリカ国立衛生研究所(NIH) に移り、アール・スタッドマンの研究室で大腸菌のグルタミナーゼを三年間研究する。再びUCSFに戻ったプルシナーは神経学の研修を終え、1974年からは神経学部門の教員となる。UCSFの他の部門やバークレー校の客員教授なども務める。

## 主な受賞歴
- 1992年 マックス・プランク賞
- 1993年 ディクソン賞医学部門（ピッツバーグ大学）、リチャード・ラウンズベリー賞
- 1994年 アルバート・ラスカー基礎医学研究賞
- 1995年 パウル・エールリヒ&ルートヴィヒ・ダルムシュテッター賞
- 1996年 慶應医学賞、シャルル＝レオポール・メイエ賞
- 1997年 ノーベル生理学・医学賞、ルイザ・グロス・ホロウィッツ賞（コロンビア大学）
- 1998年 ベンジャミン・フランクリン・メダル
- 2009年 アメリカ国家科学賞